# Liste der Monuments historiques in Moréac
Die Liste der Monuments historiques in Moréac führt die Monuments historiques in der französischen Gemeinde Moréac auf.

## Liste der Bauwerke
| Bezeichnung        | Beschreibung | Standort                                   | Kennzeichnung | Schutzstatus | Datum | Bild |
| ------------------ | ------------ | ------------------------------------------ | ------------- | ------------ | ----- | ---- |
| Calvaire de Moréac |              | Chemin de Réguiny Rue du Bourg-Neuf (Lage) | PA00091453    | Inscrit      | 1928  |      |
| Kreuz              |              | (Lage)                                     | PA00091454    | Inscrit      | 1933  |      |

## Liste der Objekte
- Monuments historiques (Objekte) in Moréac in der Base Palissy des französischen Kultusministeriums